# IPSec
 (engl. Internet Protocol Security) je proširenje IPv4  protokola koje obezbeđuje sigurnosne usluge privatnosti, integriteta, autentifikacije i neporecivosti. IP protokol obezbeđuje komunikacioni kanal sa kraja na kraj i nezavistan je od nižih slojeva, pa se i IPSec može koristiti bez obzira na način implementacije fizičkog sloja i sloja veze. Komunikacioni uređaji na putu između dva entiteta ne moraju podržavati IPSec. U novoj verziji IP protokola, IPv6, ispravljeni su nedostaci što se tiče sigurnosti, odnosno, IPSec je postao standardan integralni deo IPv6 skupa protokola.	
IPSec implementira sigurnosne mehanizme mrežne komunikacije na mrežnom sloju OSI referentnog modela, odnosno na Internet sloju skupa protokola TCP/IP, pošto se integriše sa  protokolom.

## Standardi
- 4301